# Gamagori
Gamagori (蒲郡市, Gamagōri-shi) är en japansk stad i Aichi prefektur på den centrala delen av ön Honshu. Gamagori fick stadsrättigheter 1 april 1954. Staden är belägen vid Mikawaviken sydost om Nagoya, och ingår i denna stads storstadsområde.